# Municipio de Marion (condado de Pike, Indiana)
El municipio de Marion (en inglés: Marion Township) es un municipio ubicado en el condado de Pike en el estado estadounidense de Indiana. En el año 2010 tenía una población de 724 habitantes y una densidad poblacional de 7,74 personas por km².

## Geografía
El municipio de Marion se encuentra ubicado en las coordenadas 38°22′10″N 87°7′2″O / 38.36944, -87.11722. Según la Oficina del Censo de los Estados Unidos, el municipio tiene una superficie total de 93.51 km², de la cual 91,7 km² corresponden a tierra firme y (1,94 %) 1,81 km² es agua.

## Demografía
Según el censo de 2010, había 724 personas residiendo en el municipio de Marion. La densidad de población era de 7,74 hab./km². De los 724 habitantes, el municipio de Marion estaba compuesto por el 98,2 % blancos, el 0,14 % eran afroamericanos, el 0,14 % eran asiáticos, el 0,28 % eran de otras razas y el 1,24 % eran de una mezcla de razas. Del total de la población el 0,97 % eran hispanos o latinos de cualquier raza.